# Suruj
Suruj (tiếng Ả Rập: سروج) là một ngôi làng Syria nằm ở Al-Hamraa Nahiyah ở huyện Hama, Hama. Theo Cục Thống kê Trung ương Syria (CBS), Suruj có dân số 871 trong cuộc điều tra dân số năm 2004.